# 崇雅社
崇雅社是中國近代第一個招收女性的戲劇科班，1916年8月3日由京劇演員田際雲在北京成立，由其子田雨农任社长，於1919年解散。
早期京劇未有女演員，直到清同治年間才開始在上海出現，但女演員的訓練大多是由師父私下教授，而沒有類似男性演員科班的訓練機構，至到崇雅社的成立。
崇雅社一共招收了女學生57人，兼授京劇和梆子戲，雖然僅成立三年，但不少著名演員出生於此，包括，较知名者有许桐仙、李伯涛、梁化侬、谭文玉、梁春楼、德宝荣、冯书、金桂枝、郑菊芳、常九如、张碧天、梁桂亭等。如同其他科班一樣，崇雅社常舉辦不少演出，其首次演出在1916年8月14日，在北京的天樂園。
雖然1919年之後崇雅社解散了，但名演員如金少梅、福芝芳等仍然用崇雅社的名義，演出於當時北京女演員的集中地城南游藝園，在游藝園演出劇班的配角班底也大多出生於崇雅社。孟小冬、雪艳琴、云飘香、孟丽君、章遏云等曾在该社搭班演出。1929年后解散。